# Syngambria
Syngambria là một chi bọ cánh cứng trong họ Chrysomelidae.
Chi này được miêu tả khoa học năm 1911 bởi Spaeth.

## Các loài
Các loài trong chi này gồm:
- Syngambria andreae (Boheman, 1855)
- Syngambria panamensis Borowiec, 2006